# Astorre III Manfredi
Astorre III Manfredi (Faenza, 20 giugno 1485 – Roma, 4 giugno 1502) fu signore di Faenza dal 1488 sino al 1501.

## Biografia

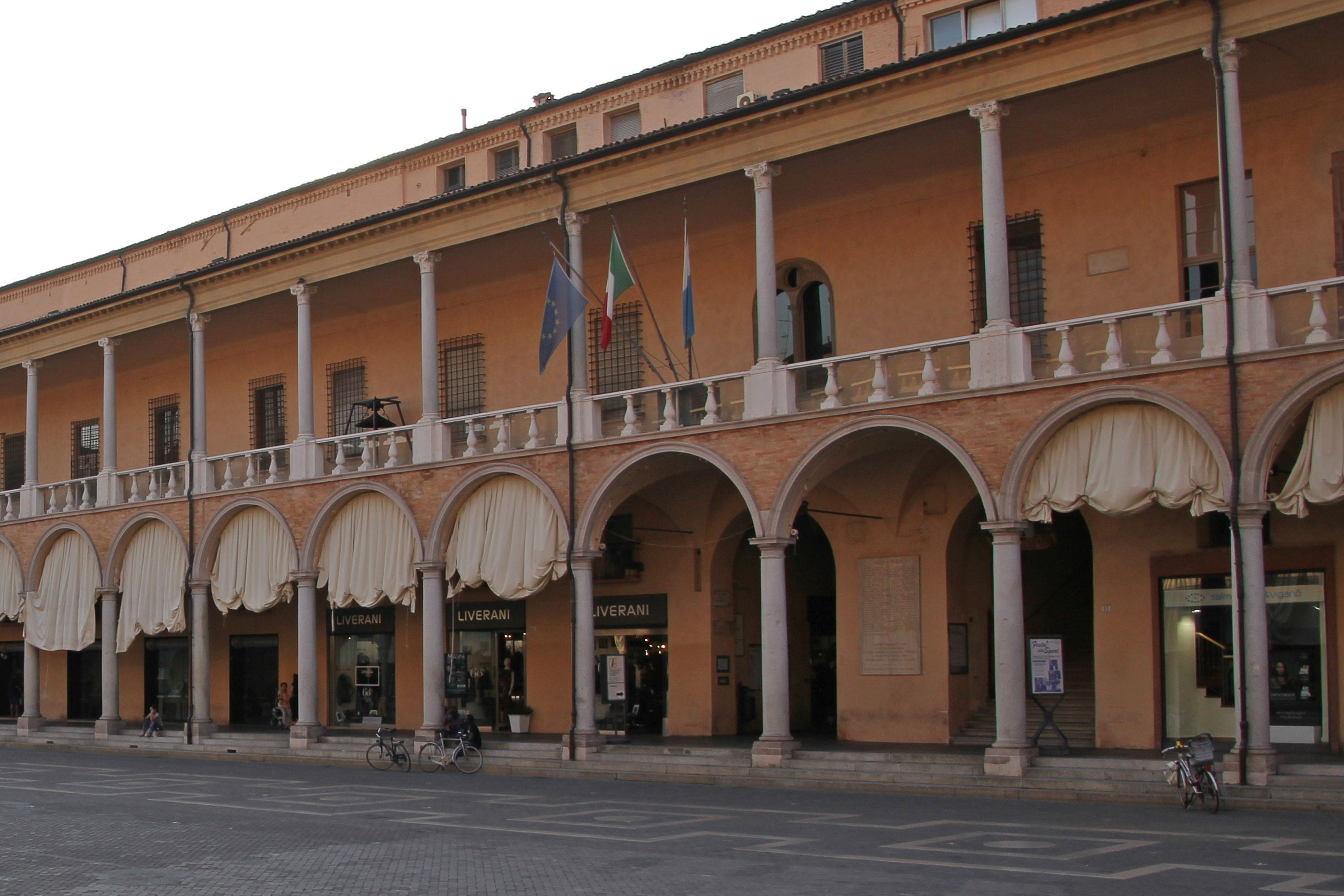
Il palazzo dei Manfredi a Faenza

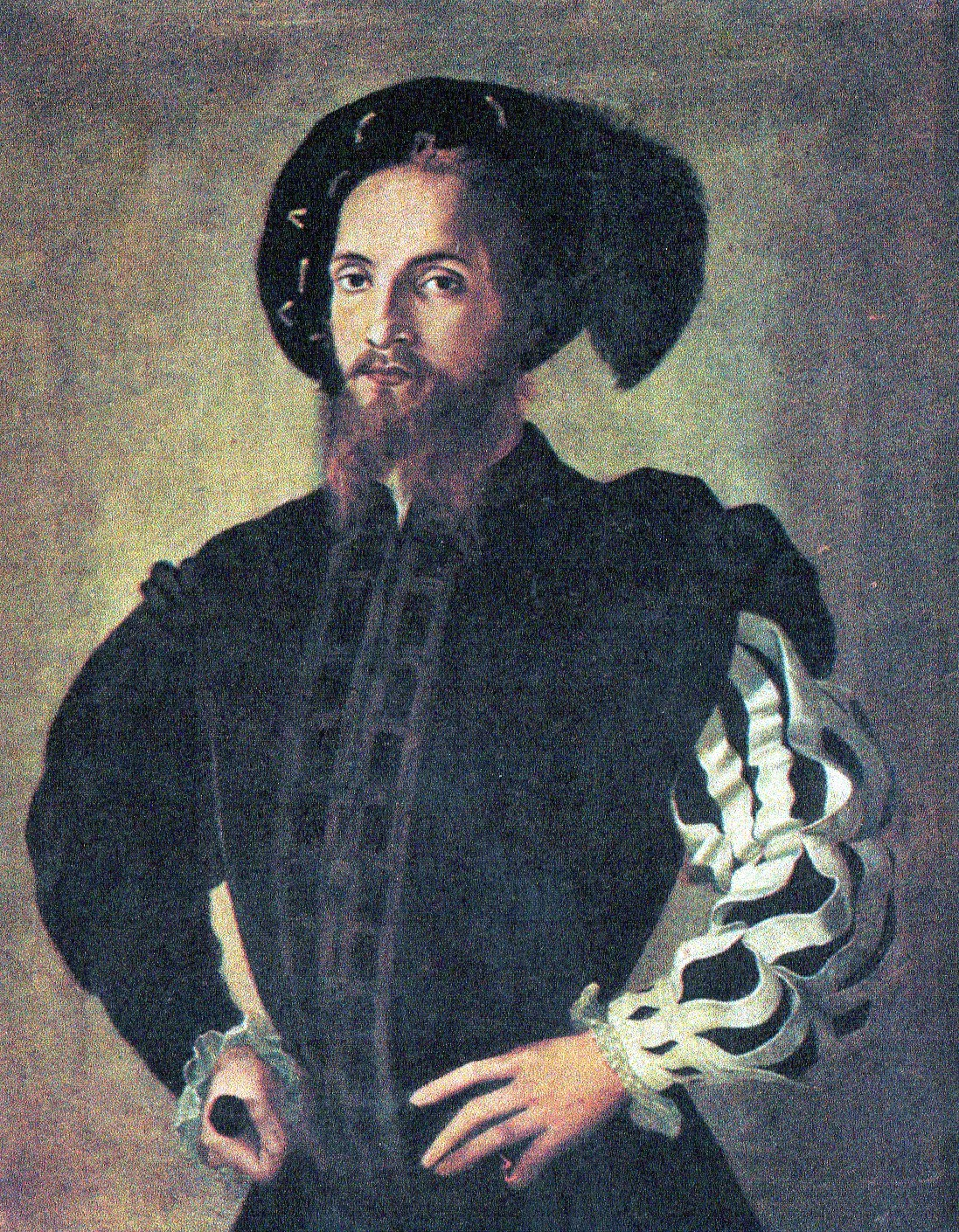
Cesare Borgia, probabile ritratto attribuito a Sebastiano del Piombo

Meglio conosciuto come Astorgio, era figlio di Galeotto Manfredi, signore di Faenza, e di Francesca Bentivoglio, figlia di Giovanni II, gonfaloniere di Bologna, e di Ginevra Sforza. Subentrò al padre nella signoria di Faenza alla morte di questi, nel 1488, all'età di soli tre anni, per volontà dei sudditi che contravvennero alle disposizioni testamentarie di Galeotto, che aveva indicato invece come suo successore il nipote Ottaviano, figlio di Carlo II.
Francesca ebbe il bambino all'età di diciassette anni: il consorte, però, aveva una relazione, con prole, con Cassandra Pavoni, situazione da lei non accettata che la costrinse, nel 1487, a ritornare dai genitori, con il piccolo Astorre, a Bologna. Il 31 maggio 1488 alcuni sicari assoldati dai Bentivoglio assassinarono Galeotto su commissione della stessa moglie Francesca, intanto rientrata a Faenza, la quale si dice gli avesse dato di sua mano alcune pugnalate. Il piccolo Manfredi prese il posto del genitore sotto la tutela del Consiglio degli anziani: la madre dovette lasciare la città.
Quando era appena decenne, venne concluso il contratto di matrimonio tra Astorre e Bianca Riario, figlia di Caterina Sforza, signora di Imola e Forlì: le nozze non furono celebrate, ma l'accordo rinsaldò l'alleanza tra i Manfredi e gli Sforza.
Il giovane Astorre, noto per la sua singolare avvenenza, intanto, indebolite le ambizioni di Caterina Sforza su Faenza, veniva istruito nelle arti militari dal tutore Niccolò Castagnino che si rivolse alla repubblica di Venezia affinché proteggesse la signoria. Nel palazzo dei Manfredi (ora in piazza del popolo) i fratellastri Giovanni Evangelista e Francesco vivevano e collaboravano con il ragazzo, mentre il canonico del duomo, Sebastiano Zaccaria, curava la formazione culturale. Tutto sembrava andar bene e i faentini attendevano fiduciosi la maggiore età del signore, convinti che avrebbe governato con saggezza.
Con la caduta del duca di Milano Ludovico il Moro, tuttavia, le vicende precipitarono: nell'autunno del 1500, Cesare Borgia, figlio naturale del papa Alessandro VI, pose l'assedio a Faenza che resistette, prima di cedere nell'aprile del 1501. Astorre venne fatto prigioniero e inviato a Roma insieme a Giovanni Evangelista: furono rinchiusi per circa un anno a Castel Sant'Angelo, seppure con un trattamento apparentemente consono al loro rango. Venne assassinato, poco più che diciassettenne, l'anno seguente, in quanto ritenuto personaggio troppo scomodo, e perché si pensava che stesse tramando per ritornare a Faenza e spodestare il Valentino. Il cadavere e quello del fratello furono rinvenuti nel Tevere il 4 giugno 1502.
Lo scrittore e politico Francesco Guicciardini fu l'unico ad affermare come l'attraente Astorre avrebbe subito da "qualcuno" "esecrabili nefandezze", perpetrate proprio per la sua leggiadria fisica. Nonostante l'autorevolezza della fonte, i futuri storici tacquero su questo triste episodio o lo smentirono.
Astorre fu l'undicesimo e penultimo rappresentante della dinastia manfrediana che aveva retto le sorti di Faenza dal 1313. L'ultimo sarebbe stato, dall'agosto al 18 novembre 1503, il fratellastro Francesco, che aveva preferito non seguire il Borgia a Roma. Governò brevemente con il nome di Astorre IV.

## Nella cultura di massa
- Nella pellicola del 1966 L'uomo che ride, Astorre è impersonato da Jean Sorel.
- Nella miniserie del 1981 I Borgia, è impersonato da Mark Harrison.
- Nella serie televisiva francese del 2011-2014 I Borgia, è impersonato da Federico Rossi.

## Ascendenza
|                                             |                                            |                                                | Genitori                                               |  |  | Nonni |  |  | Bisnonni                                  |  |  | Trisnonni                             |  |
|                                             |                                            |                                                |                                                        |  |  |       |  |  | Gian Galeazzo Manfredi, signore di Faenza |  |  | Astorre I Manfredi, signore di Faenza |  |
|                                             |                                            |                                                |                                                        |  |  |       |  |  | Gian Galeazzo Manfredi, signore di Faenza |  |  | Astorre I Manfredi, signore di Faenza |  |
|                                             |                                            | Leta da Polenta                                |                                                        |  |  |       |  |  | Gian Galeazzo Manfredi, signore di Faenza |  |  |                                       |  |
| Astorre II Manfredi, signore di Faenza      |                                            |                                                |                                                        |  |  |       |  |  | Gian Galeazzo Manfredi, signore di Faenza |  |  |                                       |  |
|                                             |                                            | Gentile Malatesta                              | Galeotto I Malatesta, signore di Rimini                |  |  |       |  |  |                                           |  |  |                                       |  |
|                                             |                                            | Gentile Malatesta                              | Galeotto I Malatesta, signore di Rimini                |  |  |       |  |  |                                           |  |  |                                       |  |
|                                             |                                            | Gentile Malatesta                              | Gentile da Varano                                      |  |  |       |  |  |                                           |  |  |                                       |  |
| Galeotto Manfredi, signore di Faenza        |                                            | Gentile Malatesta                              |                                                        |  |  |       |  |  |                                           |  |  |                                       |  |
|                                             |                                            | Lodovico da Barbiano, conte di Cunio           | Alberico II da Barbiano, conte di Cunio                |  |  |       |  |  |                                           |  |  |                                       |  |
|                                             |                                            | Lodovico da Barbiano, conte di Cunio           | Alberico II da Barbiano, conte di Cunio                |  |  |       |  |  |                                           |  |  |                                       |  |
|                                             |                                            | Lodovico da Barbiano, conte di Cunio           | Antonia Manfredi                                       |  |  |       |  |  |                                           |  |  |                                       |  |
| Giovanna da Barbiano                        |                                            | Lodovico da Barbiano, conte di Cunio           |                                                        |  |  |       |  |  |                                           |  |  |                                       |  |
|                                             |                                            | Fiorbellina Casati                             | Filippino Casati, patrizio milanese                    |  |  |       |  |  |                                           |  |  |                                       |  |
|                                             |                                            | Fiorbellina Casati                             | Filippino Casati, patrizio milanese                    |  |  |       |  |  |                                           |  |  |                                       |  |
|                                             |                                            | Fiorbellina Casati                             | Elisabetta Rusconi                                     |  |  |       |  |  |                                           |  |  |                                       |  |
| Astorre III Manfredi, signore di Faenza     |                                            | Fiorbellina Casati                             |                                                        |  |  |       |  |  |                                           |  |  |                                       |  |
|                                             | Annibale I Bentivoglio, signore di Bologna | Anton Galeazzo Bentivoglio, signore di Bologna |                                                        |  |  |       |  |  |                                           |  |  |                                       |  |
|                                             | Annibale I Bentivoglio, signore di Bologna | Anton Galeazzo Bentivoglio, signore di Bologna |                                                        |  |  |       |  |  |                                           |  |  |                                       |  |
|                                             | Annibale I Bentivoglio, signore di Bologna | Francesca Gozzadini                            |                                                        |  |  |       |  |  |                                           |  |  |                                       |  |
| Giovanni II Bentivoglio, signore di Bologna | Annibale I Bentivoglio, signore di Bologna |                                                |                                                        |  |  |       |  |  |                                           |  |  |                                       |  |
|                                             |                                            | Donnina Visconti                               | Lancillotto Visconti, conte di Pagazzano e Gera d'Adda |  |  |       |  |  |                                           |  |  |                                       |  |
|                                             |                                            | Donnina Visconti                               | Lancillotto Visconti, conte di Pagazzano e Gera d'Adda |  |  |       |  |  |                                           |  |  |                                       |  |
|                                             |                                            | Donnina Visconti                               | …                                                      |  |  |       |  |  |                                           |  |  |                                       |  |
| Francesca Bentivoglio                       |                                            | Donnina Visconti                               |                                                        |  |  |       |  |  |                                           |  |  |                                       |  |
|                                             |                                            | Alessandro Sforza, signore di Pesaro           | Giacomo "Muzio" Attendolo "Sforza", conte di Cotignola |  |  |       |  |  |                                           |  |  |                                       |  |
|                                             |                                            | Alessandro Sforza, signore di Pesaro           | Giacomo "Muzio" Attendolo "Sforza", conte di Cotignola |  |  |       |  |  |                                           |  |  |                                       |  |
|                                             |                                            | Alessandro Sforza, signore di Pesaro           | Lucia Terzani                                          |  |  |       |  |  |                                           |  |  |                                       |  |
| Ginevra Sforza                              |                                            | Alessandro Sforza, signore di Pesaro           |                                                        |  |  |       |  |  |                                           |  |  |                                       |  |
|                                             |                                            | …                                              | …                                                      |  |  |       |  |  |                                           |  |  |                                       |  |
|                                             |                                            | …                                              | …                                                      |  |  |       |  |  |                                           |  |  |                                       |  |
|                                             |                                            | …                                              | …                                                      |  |  |       |  |  |                                           |  |  |                                       |  |
|                                             |                                            | …                                              |                                                        |  |  |       |  |  |                                           |  |  |                                       |  |